# Кононенко, Василий Иванович
Василий Иванович Кононенко (1921—1997) — советский военнослужащий, участник Великой Отечественной войны, Герой Советского Союза (1944), штурман звена 10-го отдельного разведывательного авиационного полка (1-я воздушная армия, Западный фронт), капитан.

## Биография
Родился 9 апреля 1921 года в Таганроге в семье рабочего. Образование среднее, в 1938 году окончил 10 классов школы в городе Таганроге.
В Красной Армии с 1938 года. В 1940 году окончил Краснодарское военное авиационное училище штурманов. Член ВКП(б)/КПСС с 1942 года.
На фронте Великой Отечественной войны с июня 1941 года. Будучи штурманом звена 10-го отдельного разведывательного авиационного полка в звании капитана к июлю 1943 года совершил 196 боевых вылетов на бомбардировку военных объектов, скоплений войск противника. Из них более 80 — были отданы дальней разведке. На своем самолёте «Пе-2» штурман В. И. Кононенко вместе с командиром экипажа — лётчиком капитаном В. П. Лукьянцевым постоянно контролировали районы Ярцева, Смоленска, Рославля, а иногда прорывались во вражеский тыл вплоть до Орла и дальше. Им было разведано и сфотографировано 55 вражеских аэродромов, большое количество железнодорожных узлов, важных воинских складов и скоплений войск противника. По его разведданным штурмовая и бомбардировочная авиация нанесла ряд сокрушительных ударов по захватчикам.
Только в марте 1943 года, когда войска Западного фронта вели наступательные бои на территории Смоленской области, сфотографировал более полутора тысяч квадратных километров вражеской обороны и совместно с другими экипажами Отдельного разведывательного авиаполка обнаружил и заснял новую оборонительную полосу противника в районе Дорогобуж—Спас-Деменск. Все доставляемые им командованию разведывательные сведения были предельно точны и всегда подтверждались аэрофотосъемкой.

Указом Президиума Верховного Совета СССР «О присвоении звания Героя Советского Союза офицерскому составу военно-воздушных сил Красной Армии» от 4 февраля 1944 года за «образцовое выполнение боевых заданий командования на фронте борьбы с немецкими захватчиками и проявленные при этом отвагу и геройство» удостоен звания Героя Советского Союза с вручением ордена Ленина и медали «Золотая Звезда». Этим же указом звание Героя получил командир экипажа Лукьянцев, Василий Петрович.
В 1946 году окончил Военно-воздушную академию.
С 1948 по 1951 годы — адъюнкт кафедры аэронавигации, с 1951 года — преподаватель в той же академии, с 1952 по 1962 годы — старший преподаватель кафедры самолётовождения и штурманской службы, с 1969 по 1973 годы — старший преподаватель кафедры тактики разведывательной авиации. Кандидат военных наук, доцент.
В 1973 году вышел в запас в звании полковника. Проживал в посёлке городского типа Монино Щёлковского района Московской области. Умер в 1 июня 1997 году, Монино.

## Память

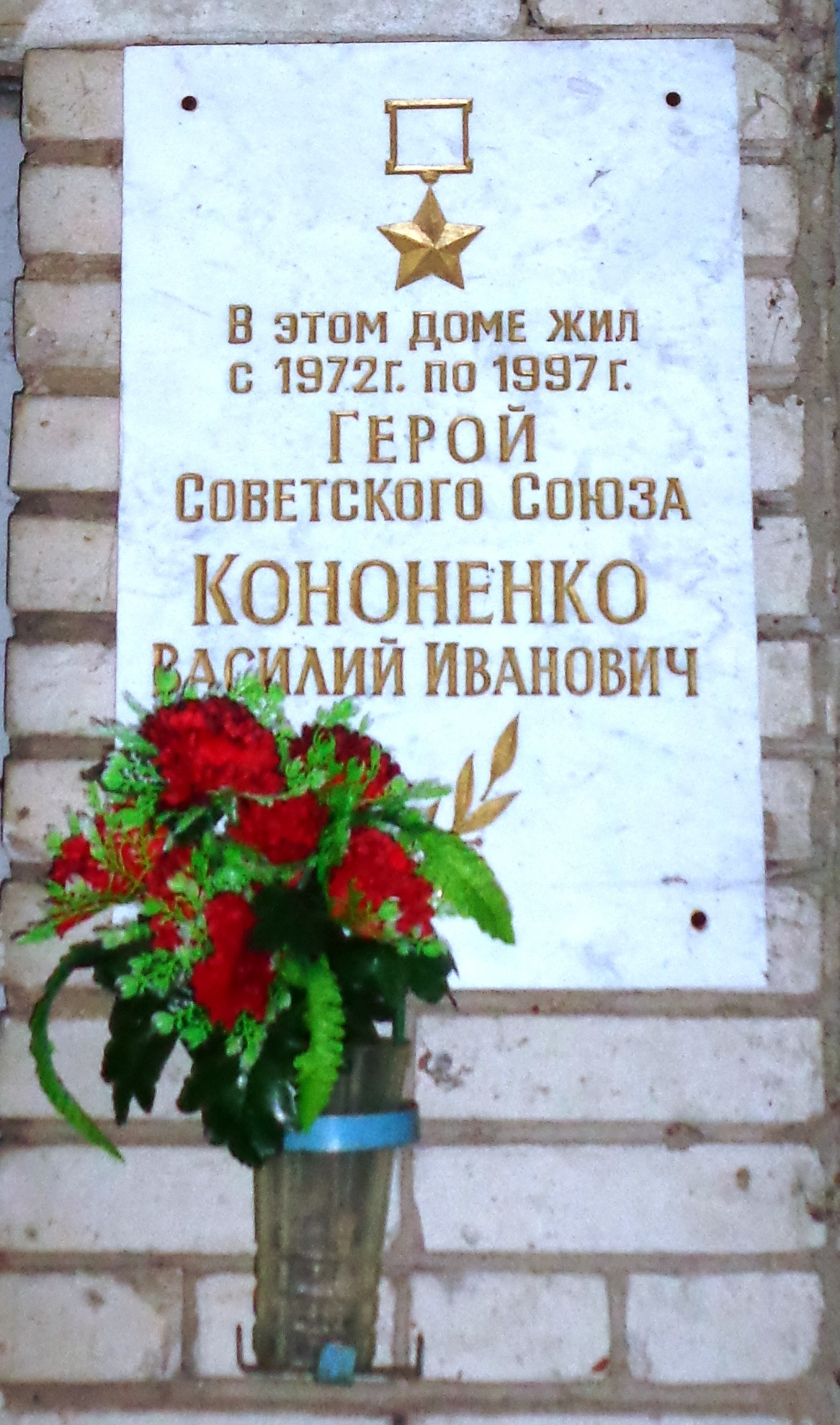
Мемориальная доска на доме, где проживал Герой Советского Союза В. И. Кононенко.

- В посёлке Монино Московской области на доме № 7 по улице Маслова, где проживал Герой Советского Союза В. И. Кононенко, установлена мемориальная доска.

## Награды
- Награждён орденом Ленина, двумя орденами Отечественной войны 1 степени, двумя орденами Красной Звезды, медалями.